# Эндрюс, Сесил Дейл
Се́сил Дейл Э́ндрюс (англ. Cecil Dale Andrus; 25 августа 1931 года, Худ-Ривер, Орегон — 23 августа 2017 года) — 42-й министр внутренних дел США, 26-й и 28-й губернатор штата Айдахо.

## Биография
Сесил Эндрюс родился 25 августа 1931 года в городке Худ-Ривер штата Орегон. Основным видом деятельности в тех местах была лесозаготовка, чем Эндрюс и занимался в молодости. С 1948 по 1949 годы он обучался в Университете штата Орегон. Однако в 1951 году вступил в ряды армии США и принял участие в Корейском конфликте. После демобилизации Эндрюс переехал в город Орофино штата Айдахо, где стал владельцем местной лесопилки. Позднее он занялся страхованием жизни и переехал в Льюистон, где стал руководителем местной страховой компанией.
В 1960 году Эндрюс вошёл в сенат штата Айдахо, где занимал должность до 1966 года и с 1968 по 1970 годы. В 1966 году Эндрюс неудачно участвовал в выборах губернатора Айдахо от демократической партии. Однако уже на выборах 1970 года ему удалось занять этот пост. За время губернаторства Эндрюс значительно реструктуризовал структуру законодательных органов штата. Так, 270 ведомств и комиссий он объединил в 19 министерств. Эндрюс также снизил налог на недвижимость и увеличил расходы на систему образования.
В 1971—1972 годы Эндрюс был членом исполнительного комитета национальной конференции губернаторов, возглавив её в 1976 году. В 1970—1972 годы он возглавлял федерацию штатов Скалистых Гор и занимался активным продвижением образовательной системы в сельских местностях Айдахо. Когда в 1977 году президент Джимми Картер призвал Эндрюса на должность министра внутренних дел, тот согласился, несмотря на то, что был действующим губернатором:

Я человек старой закалки. Так меня воспитали, что когда президент Соединённых Штатов просит тебя о чём-либо, ты не препираешься. Ты отвечаешь: «Да, сэр».
Оригинальный текст (англ.)I come from the old school," Andrus said. "I was raised (that) when the president of the United States asks you to do something, you don't quibble. You say, ‘Yes, sir'.

Одним из наиболее заметных достижений Эндрюса в должности министра является успешное лоббирование в сенате США национального акта об охране и правильном использовании земель Аляски в 1980 году. В результате принятия этого акта более 100 миллионов акров Аляски перешло под федеральную охрану. Тем самым совокупная площадь всех национальных парков страны удвоилась, а прочих охраняемых природных территорий — утроилась. На Аляске было создано 10 новых национальных парков, а площадь трёх существующих на тот момент парков была значительно расширена.
С 1981 года Эндрюс занимался частным консультированием, пока в 1986 не победил на выборах губернатора Айдахо. В этой должности он вновь занялся системой образования и проблемами окружающей среды. Кроме того, он ужесточил наказания за жестокое обращение с детьми. За многолетнюю работу над проблемами окружающей среды Эндрюс получил множество наград и премий, в том числе в 1972 году премию «Борец за охрану окружающей среды года». Сесил Эндрюс был женат на Кэрол Мэй, от которой имел троих детей. До конца жизни проживал в столице Айдахо Бойсе.